# September 2014
| September 2014 |
| Månader under 2014: Januari · Februari · Mars · April · Maj · Juni · Juli · Augusti · September · Oktober · November · December ← December 2013 · Januari 2015 → |

## Händelser

### 2 september
- EU beslutar att Ryssland inte länge är en EU-partner.

### 3 september
- USA:s president Barack Obama besöker Estland.

### 5 september
- Regeringen i Ukraina och de proryska rebellerna enas om en vapenvila.

### 6 september
- En duva satt på en gren och funderade på tillvaron av Roy Andersson blir första svenska film att belönas med Guldlejonet.
- I samband med ett vattenledningsarbete hittas 5 vikingagravar från runt 1000-talet vid Stora Törnekvior i östra Visby[1].

### 8 september
- Iraks parlament röstar om en ny regering. Tillsättandet är avgörande för om landet ska kunna stoppa extremistmilisen Islamiska statens frammarsch.

### 11 september
- Uppsala kommun säger nej till civilflyg på Ärna flygplats.

### 13 september
- USA förklarar krig mot ISIL.
- Hundratals aktivister drabbar samman i Serbiens huvudstad Belgrad efter att en tysk hbtq-aktivist misshandlats till döds[2].
- 30 dödas när en lastbil som transporterar oljefat störtar ner i en ravin nära staden Boali i Centralafrikanska republiken.

### 14 september
- Riksdagsvalet i Sverige 2014[3] resulterar i en förändrad majoritet i riksdagen där Alliansen hamnar i minoritet mot blocket Socialdemokraterna–Vänsterpartiet–Miljöpartiet. Sverigedemokraterna blir tredje största parti. Så snart valresultatet står klart meddelar Statsminister Fredrik Reinfeldt att han kommer att lämna såväl statsministerposten som posten som partiledare för Moderaterna.

### 15 september
- Ett jordskalv med 4,0 på richterskalan skakar mellersta Sverige.
- Piloter hos Air France och Lufthansa strejkar, vilket påverkar flygtrafiken över Europa.
- Efter en kommunal folkomröstning i Göteborg blir det nej till trängselskatt.
- En ny lag införs i Österrike, som innebär att man förbjuder symboler för närmare 20 extremistiska grupperingar. Lagen infördes mot bakgrund av att fler än 140 personer har lämnat Österrike för att strida för extremistiska islamistiska grupperingar i Mellanöstern.

### 16 september
- Hanna Stjärne utses till ny VD för Sveriges Television.
- Forskare från Sverige och Argentina upptäcker en ny fossil som är mellan 65 och 35 miljoner år gammal på Seymourön. Det är det äldsta landlevande däggdjuret på Antarktis.

### 17 september
- I Kambodjas huvudstad Phnom Penh samlas 100-tals textilarbetare och protesterar mot sina låga löner[4].

### 19 september

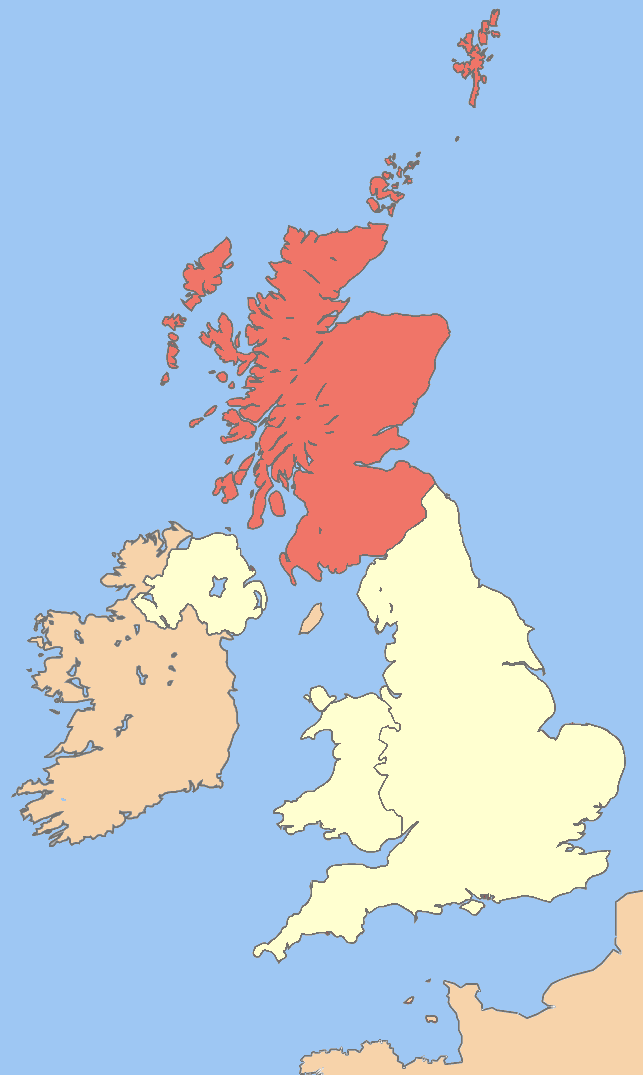
Skottlands läge som riksdel inom Förenade konungariket Storbritannien och Nordirland.

- Folkomröstningen om skotsk självständighet resulterar i att Skottland inte blir självständigt, då en majoritet (55,3 procent) röstade nej till skotsk självständighet, medan 44,7 röstade ja.
- Ugandas president Yoweri Museveni avgår.

### 20 september
- Turkiet öppnade gränsen för de närmare 70 000 kurdiska syrier som flyr i fruktan för jihadistiska Islamiska Staten (ISIL)[5].

### 22 september

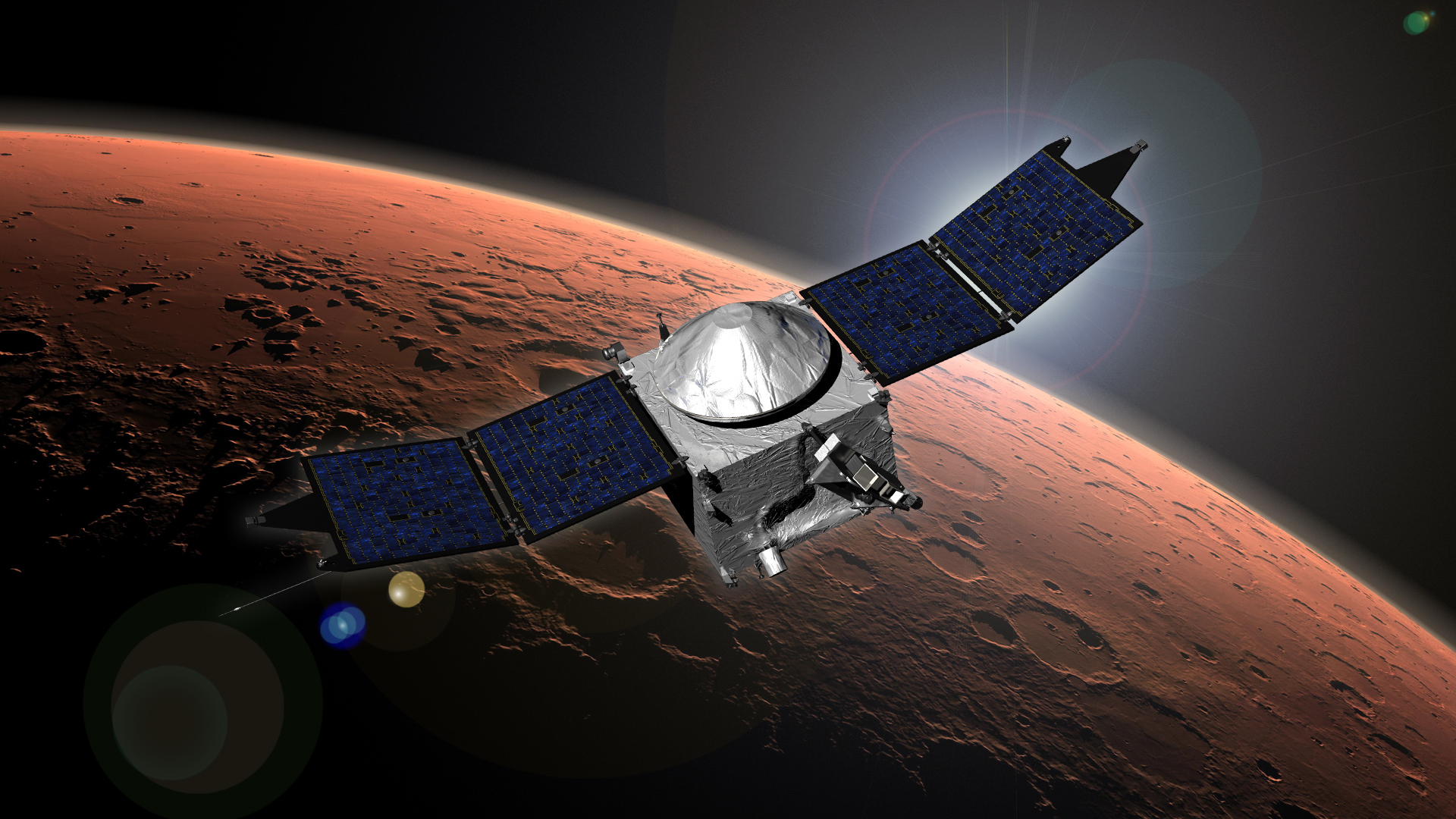
MAVEN.

- 115 människor dödas i ett husras i Lagos, Nigeria.
- NASA:s sond MAVEN kommer in i omloppsbana runt Mars och skall studera planetens atmosfär.

### 23 september
- Inbördeskriget i Syrien: Saudiarabien, Jordanien, Qatar, Bahrain, Förenade Arabemiraten med USA i spetsen utför flyganfall i norra Syrien där den islamiska extremistgruppen ISIL håller till[6][7].
- Israel sköt ner ett syriskt mig-plan över Golanhöjderna.

### 24 september
- I Rumänien inleds rättegången mot massövergreppen, som begicks under Kommunisttiden[8].

### 25 september
- Två pojkar i 16- och 17-årsåldern hittas döda efter en skottlossning på en gård i södra Uppsala[9].

### 26 september
- I Uzbekistan fängslas över tusentals regimmotståndare som kommit på kant med den auktoritäre diktatorn Islam Karimovs regim. Inte ens hans egen dotter Gulnara Karimova kommer undan.

### 27 september
- Vulkanen Ontake i Japan får utbrott, och minst 47 personer har avlidit.

### 28 september
- Demonstranter samlas i Hongkong för att demonstrera mot föreslagna valreformer som har tillkännagetts av den kinesiska regeringen.
- I både Sverige och Estland uppmärksammas 20-årsdagen efter Estoniakatastrofen.

### 29 september

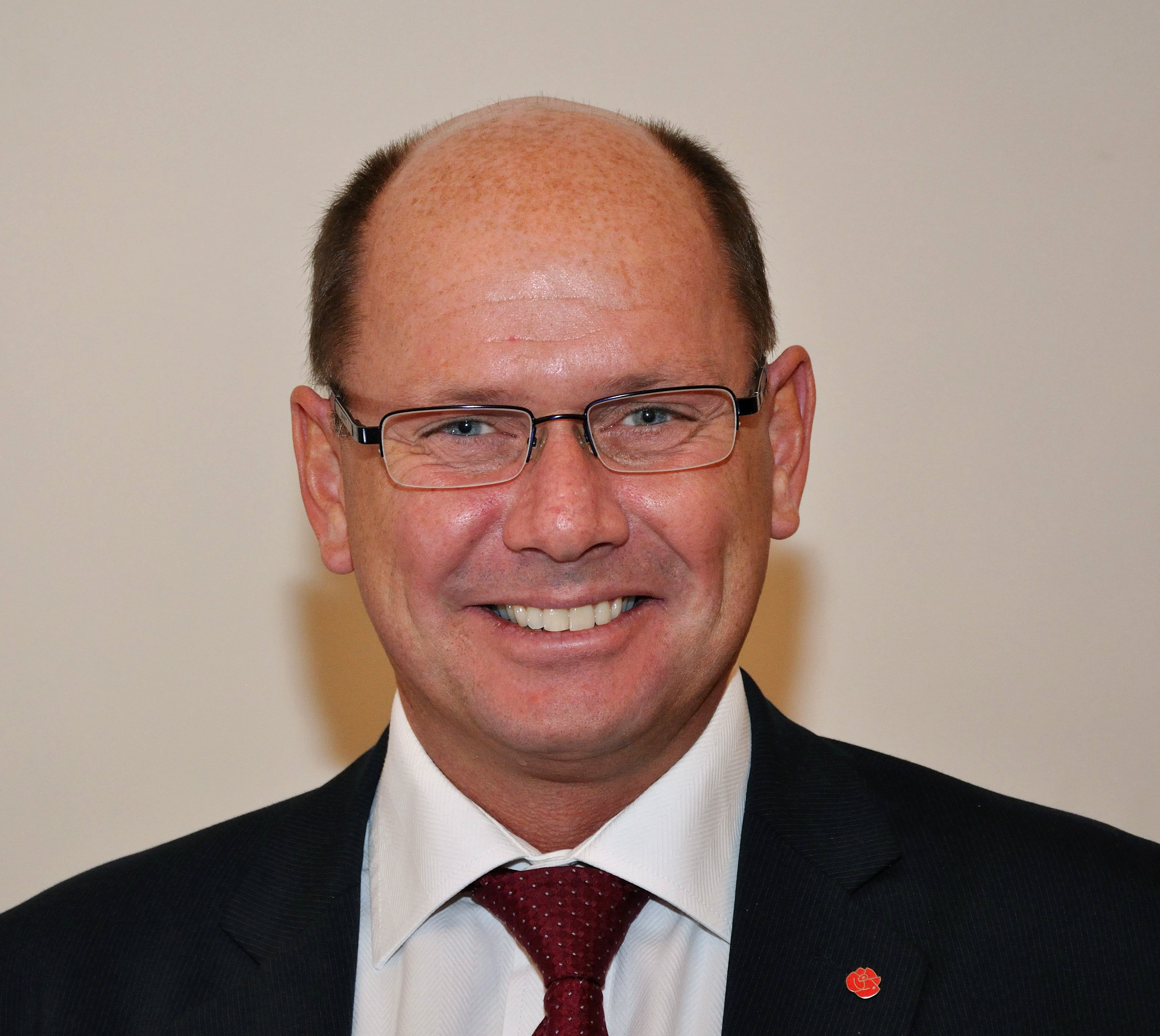
Urban Ahlin, talman i Sveriges riksdag 2014-.

- Sveriges riksdag samlas efter valet 14 september och Urban Ahlin (S) utses till riksdagens talman.